# Matt Brase
Matt Brase (nacido el 15 de junio de 1982 en Catalina Foothills (Arizona), Estados Unidos) es un entrenador estadounidense de baloncesto. Actualmente es entrenador del Pallacanestro Varese de la Lega Basket Serie A.

## Trayectoria

### Universidad
Brase jugó para la Universidad de Arizona y llevó al equipo al torneo de baloncesto masculino de la División I de la NCAA, donde alcanzaron el Elite Eight en 2005 con los Arizona Wildcats. Fue entrenado por su abuelo, el entrenador de baloncesto Lute Olson, de 2003 a 2005.

### Entrenador
Después de graduarse, Brase se desempeñó en diferentes puestos en el departamento de baloncesto de los Arizona Wildcats. Después de ser ascendido a entrenador asistente en Arizona durante el 2009, su equipo llegó a los Sweet 16.
Durante las temporadas 2009-11, Brase se desempeñó como entrenador asistente en la Universidad del Gran Cañón, donde trabajaría para los Grand Canyon Antelopes, mientras estudiaba para obtener su título universitario en administración de empresas.
En 2011, fue contratado por los Houston Rockets y durante la temporada 2011-12, se dedicó a la búsqueda de jugadores universitarios, internacionales y de la NBA. En la temporada 2012-2013, Brase se desempeñó como entrenador asistente de los Rio Grande Valley Vipers. 
En 2013, se convirtió en Director de Operaciones de los Houston Rockets. En 2015, se convierte en entrenador principal de los Rio Grande Valley Vipers, cargo que ocupó durante tres temporadas, hasta que en 2018, se convirtió en entrenador asistente de los Houston Rockets.
El 6 de julio de 2022, firmó con el Pallacanestro Varese de la Lega Basket Serie A.